# Kenkoku giyūgun kokuzoku seibatsutai
Kenkoku giyūgun kokuzoku seibatsutai (建国義勇軍国賊征伐隊, littéralement « Armée des volontaires pour punir les traitres »), ou simplement Kenkoku giyūgun ou Kokuzoku seibatsutai, est un groupe armé japonais nationaliste fondé en 2002 par Ichirō Murakami. Il est parfois appelé Kenkoku giyūgun Chōsen seibatsutai (建国義勇軍朝鮮征伐隊, Armée des volontaires pour punir la Corée).

## Histoire
Entre novembre 2002 et décembre 2003, le groupuscule a accompli 23 attentats au Japon consistant en des tirs de balle sur bâtiment, des menaces à la bombes et des tentatives d'incendies. Les dégâts se résument à des murs éraflés et une vitre brisée.
Les cibles comprenaient les bureaux de la Hiroshima Teachers Union, des bâtiments (à Ōsaka et Tōkyō) de la secte terroriste Aum Shinrikyo, sous le nom de Aleph, qui a commis le massacre du métro de Tōkyō en 1995, l'association pro-nord-coréenne Chongryun, et pour la seule menace prise aux sérieux par la police japonaise, le ministre des Affaires Étrangères Hitoshi Tanaka, dont la politique en 2002 consistait à se rapprocher de la Corée du Nord.
Le groupuscule est démembré lors de l'arrestation le 19 décembre 2003 d'Ichirō Murakami et de douze complices pour violation de la législation de contrôle sur les armes à feu et les épées.
Ichirō Murakami était un homme d'affaires faisant commerce de couteaux et de sabres à Gifu depuis 1977, collectionneur amateur de sabres japonais, qui a décidé d'agir après avoir vu à la télévision la libération en octobre 2002 des otages japonais retenus en Corée du Nord depuis des dizaines d'années.
D'après le journal japonais Asahi, il était « un citoyen japonais avec du cœur qui a senti qu'il ne pouvait laisser la Corée du Nord s'en sortir ainsi ». Ichirō Murakami était aussi très critique de la société japonaise moderne, critiquant « cette existence étrange, comme des poissons rouges dans un océan avec des désirs primitifs uniquement pour le sexe et la nourriture ».
Ichirō Murakami avait recruté les membres de ce groupuscule, parmi les collectionneurs de sabres et les membres de l'association de collectionneurs Token tomo no kai (La société des amoureux des sabres) de laquelle il était président. Dans la lettre d'information mensuelle de l'association, qu'il utilisait pour recruter, Murakami a écrit une fois 
« C'est un groupe de samouraïs moderne souhaitant faire tout leur possible pour que le Japon devienne une vraie nation indépendante. » « Nous devrons marcher vers la bataille sous la bannière de l'anticommunisme, de l'antiaméricanisme et de l'antisocialisme. »
Considérant que tout acheteur de sabre devenait membre de l'association de collectionneur, l'association affirmait avoir 30 000 membres.
À la suite de cette arrestation, l'un des membres du groupe s'est suicidé à Osaka en se jetant d'un pont, après avoir de manière rituelle enlevé ses chaussures.
Ichirō Murakami avait quelques amis en politique dont, Shingo Nishimura, ancien député sous les couleurs du Parti démocrate du Japon (PDJ ou Minshuto) puis du Club Kaikaku, connu pour être très critique sur la Corée du Nord. À la suite de sa visite sur l'une des îles Senkaku, Shingo Nishimura avait été désigné par l'association de collectionneurs comme son top-conseiller. Le député était apparu en  première page d'un célèbre journal consacré aux épées ; Ichirō Murakami venait de lui faire un don de deux millions de yens pour sa campagne. À la suite de sa réélection au Parlement en novembre 2003, M. Nishimura avait remercié Ichirō Murakami pour son soutien politique en lui adressant une lettre qui se terminait ainsi : « Banzai Japon ! Banzai l'esprit japonais ! Banzai les sabres japonais ! »
Les membres connus du groupe sont Ichirō Murakami, 54 ans, directeur de la compagnie Nihon Rejin, Tatsuya Hattori, 40 ans, directeur de l'association d'amateurs de sabres. Takahiro Azabu, 38 ans, travaillait comme secrétaire de Murakami. Fumio Nonoyama, 52 ans, travaillant dans le commerce des sabres japonais était une relation d'affaire de Murakami.
À la suite de l'arrestation de Murakami, Shingo Nishimura a déclaré qu'il ne connaissait pas ces activités criminels, mais qu'il soutenait pour autant la cause de Murakami.

## Attentats
- 23 octobre 2002 : Murakami  a avoué à la police avoir essayé d'incendier un bureau de l'association pro-nord-coréenne Chongryun de la préfecture de Fukui.
- Novembre 2002 : Courrier de menace avec balles de fusils envoyé à l'association Chongryun de Tōkyō.
- 29 mai 2002 : Tirs contre un bâtiment de la secte terroriste Aum Shinrikyo à Suginami dans Tōkyō.
- 13 juin 2002 : Tirs contre un bâtiment de la secte terroriste Aum Shinrikyo à Ōsaka.
- 27 juin 2002 : Tirs contre le bâtiment de l'Union préfectorale des professeurs de Hiroshima, commis par Tatsuya Hattori, 40 ans, directeur de l'association d'amateurs de sabres. L'attaque a été commise à la suite du suicide, en mars, d'un principal d'une école d'Onomichi de la préfecture de Hiroshima.
- 29 juillet 2002 : Tir de pistolet, calibre .38, sur le siège de l'association pro-nord-coréenne Chongryon à Niigata.
- 23 août 2002 : Tir de pistolet, calibre .38, sur la façade de l'institution financière pro-nord-coréenne Chogin Nishi Credit Union de Okayama.
- Septembre 2003 : Après un appel anonyme, une bombe est trouvée au domicile du ministre des Affaires Étrangères Hitoshi Tanaka, accompagnée d'une lettre dénonçant Tanaka comme un traître au pays, accommodant avec l'ennemi. À cette époque le Ministre était chargé des relations diplomatiques avec la Corée du Nord[1]. À ce sujet, l'influent et célèbre gouverneur de Tōkyō, Shintaro Ishihara, critiquera la politique du Ministre en affirmant que la menace de bombe était justifiée : « Une bombe a été plantée là-bas. Cela le méritait. »[2]
- Envoi d'une balle de fusil à  Hiromu Nonaka, ancien secrétaire général du Parti Libéral Démocrate (PLD).
- Envoi d'une balle de fusil à Muneo Suzuki, ancien député de la Chambre des représentants.
- Octobre 2003. Une boîte, fabriquée pour ressembler à une bombe, a été déposée au siège de la Japan Teachers Union à Tōkyō. Puis un homme a téléphoné en revendiquant un tir de balle contre un bureau de la Japan Teachers Union à Kunitachi dans l'Ouest de Tōkyō ainsi que le dépôt de la fausse bombe au nom Kenkoku Giyudan Kokuzoku Seibatsutai[3].